# Maciej Kurcz
Maciej Marcin Kurcz (ur. 1977) – polski etnolog, doktor habilitowany nauk humanistycznych, profesor uczelni Instytutu Nauk o Kulturze Wydziału Humanistycznego Uniwersytetu Śląskiego w Katowicach.

## Życiorys
17 grudnia 2004 obronił pracę doktorską Wieś północnosudańska z perspektywy ostatniego półwiecza. Analiza terenowa w aspekcie wybranych sfer życia codziennego mieszkańców doliny Środkowego Nilu (przemiany gospodarki w kontekście ekologicznym, dynamika struktur społecznych, przeobrażenia w dziedzinie obyczajów i praktyk religijnych), 21 stycznia 2013 habilitował się na podstawie pracy zatytułowanej Jak przeżyć w afrykańskim mieście? Człowiek wobec pograniczności i procesów urbanizacyjnych w południowosudańskiej Dżubie. Otrzymał nominację profesorską.
Został zatrudniony na stanowisku adiunkta oraz dyrektora w Instytucie Etnologii i Antropologii Kulturowej na Uniwersytecie Śląskim w Katowicach Wydziale Etnologii i Nauk o Edukacji w Cieszynie.
Piastuje funkcję profesora uczelni w Instytucie Nauk o Kulturze na Wydziale Humanistycznym Uniwersytetu Śląskiego w Katowicach.